# Audan Munaily
Der Audan Munaily (kasachisch Мұнайлы ауданы Munaily audany, russisch Мунайлинский район Munailinski rajon) ist ein Bezirk im Gebiet Mangghystau in Kasachstan.

## Geografie
Der Audan Munaily liegt im Westen Kasachstans im Gebiet Mangghystau. Er grenzt im Norden an den Audan Tüpqaraghan, im Osten an den Audan Mangghystau und im Süden an den Audan Qaraqija. Im Westen grenzt er an die Stadt Aqtau und hat eine Küste am Kaspischen Meer.
Die Landschaft der Region ist flach und wüstenartig, ein Teil des Bezirks wird vom Kaspischen Tiefland eingenommen und liegt somit mehrere Meter unter dem Meeresspiegel. Im Süden nur wenige Kilometer von der Küste entfernt liegt die Aschtschyssor-Senke, eine etwa einhundert Quadratkilometer große Senke, die 38 Meter unter dem Meeresspiegel liegt und von salzigem Boden bedeckt ist. Etwas weiter östlich davon befindet sich die 132 Meter unter dem Meeresspiegel liegende Karagije-Senke, die die tiefste Stelle Kasachstans markiert. Rund um diese Senke und den an der Küste gelegenen See Qaraköl wurde das staatliche Schutzgebiet Qaraqija-Qaraköl eingerichtet, in dem viele seltene und bedrohte Tierarten zu finden sind.

## Geschichte
Durch ein Dekret des Präsidiums des Obersten Rates der Kasachischen SSR vom 17. Oktober 1980 wurde der Bezirk Munaili zum ersten  mal gebildet. Zentrum des Bezirks wurde die Siedlung Mangghyschlak (heute: Mangghystau). Bereits 1988 wurde der Bezirk wieder aufgelöst und seine Siedlungen der Stadtverwaltung von Schewtschenko (heute: Aqtau) unterstellt.
Der Bezirk Munaily wurde erneut am 4. Juni 2007 gegründet. Er umfasste die ländlichen Siedlungen im Osten der Stadt Aqtau, die aus dem Stadtgebiet ausgegliedert wurden. Dies waren die ländlichen Bezirke Mangghystau, Bajandy und Qysyltöbe. Die Bevölkerung des Bezirks bestand zu einem großen Teil aus Kasachen, die aus dem Ausland nach Kasachstan zurückgekehrt waren. Anlass für die Bildung des Bezirks war die Lösung der sozialen Probleme in der Bevölkerung. Noch im selben Jahr wurden die ländlichen Bezirke Däulet, Atameken und Basqudyq neu geschaffen.

## Bevölkerung
Die Volkszählung 2009 ergab für den Bezirk eine Einwohnerzahl von 74.294. Bei der letzten Volkszählung 2021 lebten 153.838 Menschen im Audan Munaily. Die Fortschreibung der Bevölkerungszahl ergab zum 1. Januar 2025 eine Einwohnerzahl von 172.701.
| Einwohnerentwicklung               | Einwohnerentwicklung |
| 2009                               | 2021                 |
| ---------------------------------- | -------------------- |
| 74.294                             | 153.838              |
| Anmerkung: Volkszählungsergebnisse |                      |

## Verwaltungsgliederung
Der Audan Munaily ist in sieben ländliche Bezirke (kasachisch Ауылдық округ Auyldyq okrug; russisch Сельский округ Selski okrug) gegliedert (Stand: 2021).
| Ländlicher Kreis | Einwohner | Einwohner | Orte                                      |
| Ländlicher Kreis | 2009      | 2021      | Orte                                      |
| ---------------- | --------- | --------- | ----------------------------------------- |
| Atameken         | 22.428    | 29.294    | Atameken                                  |
| Bajandy          | 2.046     | 7.823     | Bajandy, Kischi Ämir, Qüjylys, Ülken Ämir |
| Basqudyq         | 14.215    | 31.534    | Basqudyq                                  |
| Batyr            |           | 16.621    | Batyr                                     |
| Däulet           | 4.800     | 10.135    | Däulet                                    |
| Mangghystau      | 14.818    | 33.141    | Mangghystau                               |
| Qysyltöbe        | 15.987    | 25.290    | Birlik, Qysyltöbe                         |